# Léopold Sédar Senghor
Léopold Sédar Senghor [sengór], senegalski politik in pesnik, * 9. oktober 1906, Joal, Senegal, † 20. december 2001, Verson, Francija.
Rodil se je v Joalu v družini premožnega domačina. Študiral je v Dakarju in Parizu. v Franciji je bil gimnazijski profesor književnosti, dokler se ni povsem posvetil politiki in diplomaciji. V letih 1945-1958 je bil poslanec v francoski skupščini in svetovalec za afriška vprašanja v povojnih francoskih vladah ter 1960-1980 predsednik Senegala (1962-1970 tudi predsednik vlade), od 1975 predsednik Zahodnoafriške gospodarske skupnosti. Slavnostne pesnitve v duhu afriškega izročila je pisal je v francoskem jeziku, zavzemal se je za rasno sožitje. Leta 1983 je bil izvoljen v Académie française. 
Senghorjevo pesniško delo je izšlo v zbirkah Senčni spevi (Chants d'Ombre, 1945), Črne hostije (Hosties Noires, 1948), Spevi za Naëtt (Chants pour Naëtt, 1949) in Etiopske pesmi (Ethiopiques, 1956). Njegova lirika, ki velja za pesniški vrh sodobne afriške književnosti, je združila v sebi tradicijo starih črnskih pesmi in evropske vplive, da bi z njihovo  pomočjo posredovala himnični, za ritem in čutno ekstazo občutljiv zanos svojih prednikov.
V slovenščini je leta 1975 izšel izbor njegovih pesmi. (COBISS)